# Liste des îles de Tanzanie
Voici une liste des îles appartenant à la Tanzanie.

## Par zone géographique
Lac Victoria
- Ukara
- Ukerewe

Océan Indien
- Mafia
- Pemba
- Zanzibar